# Herbert Boyer
Pour les articles homonymes, voir Boyer.
Herbert Wayne Boyer (né le 10 juillet 1936) est un biologiste américain, chercheur et entrepreneur en biotechnologie. 
Avec Stanley Norman Cohen et Paul Berg, il invente une méthode permettant à une bactérie de produire des protéines étrangères, fondant par là l'ingénierie du génie génétique. Il reçoit en 1990 la National Medal of Science pour sa technique de production de l'insuline par la bactérie Escherichia coli, et est en 1996 le co-récipiendaire du Lemelson–MIT Prize. 
Il est le fondateur de la société Genentech dont il est vice-président de 1976 à 1991, année de sa retraite.

## Biographie
Herbert Boyer naît à Derry en Pennsylvanie. Il reçoit sa licence en biologie et chimie au Saint Vincent College à Latrobe (Pennsylvanie) en 1958. L'année suivante, il épouse Grace. Il obtient son doctorat à l'université de Pittsburgh en 1963 et participe activement au Mouvement des droits civiques aux États-Unis. Il passe trois années post-doctorales à Yale University dans le laboratoire des professeurs Edward Adelberg et Bruce Carlton. Il est assistant professeur à l'université de Californie à San Francisco puis professeur titulaire en biochimie de 1976 à 1991. Là il découvre que des gènes de bactéries peuvent être recombinés avec des gènes d'eucaryotes. En 1977, son laboratoire, en collaboration avec Keiichi Itakura (en) et Arthur Riggs du City of Hope National Medical Center décrivent la toute première synthèse et expression d'un peptide mammalien dans un gène de bactérie (Escherichia coli). En août 1978, il produit de l'insuline synthétique en utilisant la même méthode de modification génétique d'une bactérie. En 1979, il poursuit ses expériences avec une hormone de croissance.
En 1976, Herbert Boyer fonde la société Genentech avec Robert A. Swanson, investisseur en capital risque. L'approche de Genentech pour la synthèse d'insuline triomphe de celle de Walter Gilbert (Biogen) lequel utilisa des gènes naturels.
En avril 1990, Herbert Boyer et sa femme Grace font la plus large donation privée, en un seul versement, d'un montant de 10 millions de dollars, à la Yale School of Medicine. Le Boyer Center for Molecular Medicine est ensuite ainsi renommé d'après le nom de la famille Boyer en 1991,.
Courant 2007, le Saint Vincent College annonce avoir rebaptisé la Natural Science, Mathematics, and Computing du nom de Herbert : la Herbert W. Boyer School.
Parmi ses activités professionnelles, Boyer était membre du conseil administratif de l'Institut de recherche Scripps.

## Récompenses
- 1980 : Albert Lasker Award for Basic Medical Research
- 1982 : Industrial Research Institute (IRI) Achievement Award[7]
- 1989 : National Medal of Technology
- 1990 : National Medal of Science from President George H. W. Bush
- 1993 : Helmut Horten Research Award
- 2000 : Biotechnology Heritage Award avec Robert A. Swanson[8],[9]
- 2004 : Albany Medical Center Prize (partagée avec Stanley N. Cohen)
- 2004 : Prix Shaw en sciences de la vie et médecine[10]
- 2005 : Winthrop-Sears Medal
- 2007 : Perkin Medal
- 2009 : CSHL Double Helix Medal Honoree[11]